# 高蟾
高蟾（？—？），河朔（今河北）人。
家貧，早年久困科場，屢試不中，心中不服，遂有《下第后上永崇高侍郎》詩贈禮部侍郎高湜，詩云：“天上碧桃和露种，日边红杏依云栽。芙蓉生在秋江上，不向东风怨未开。”。咸通十四年，孔纁榜進士及第。乾宁年間，任御史中丞。與鄭谷、貫休友善，有詩互酬。有《高蟾詩》一卷，久佚。《全唐诗》輯其詩一卷。《全唐诗补编》补二首。